# Den hemliga vännen
Den hemliga vännen är en svensk långfilm från 1990 i regi av Marie-Louise De Geer Bergenstråhle, med Carl Billquist, Gösta Ekman, Ernst-Hugo Järegård och Margaretha Krook i rollerna. Filmen är inspelad i Länna-Ateljéerna

## Handling
En kvinna skriker och förnedrar sin make, innan hon binder honom och försvinner ut. Han gör sig loss och ringer sin vän Jerker och iklär sig hustruns negligé för att lättare förklara hur hon behandlar honom.

## Skådespelare
- Ernst-Hugo Järegård
- Margaretha Krook
- Gösta Ekman
- Carl Billquist